# Gran Premio de Alemania de Motociclismo de 1974
El Gran Premio de Alemania de Motociclismo de 1974 fue la segunda prueba de la temporada 1974 del Campeonato Mundial de Motociclismo. El Gran Premio se disputó los días 29 de agosto de 1974 en el Circuito de Nurburgring.
Durante los entrenamientos, Billie Henderson y Bruno Kneubühler tuvieron un accidente contra los guardarraíles, que les causaron unas graves heridas. Particularmente grave fue el caso de Henderson, en el que tuvo un riesgo muy serio al fracturarse dos vértebras y haber un riesgo muy serio de quedarse parapléjico. Los pilotos, con Giacomo Agostini a la cabeza, exigieron el aumento de la colocación de las balas de paja de 2500 a 15.000. Los organizadores se negaron y una treintena de pilotos (el propio Agostini, Teuvo Länsivuori, Paul Smart, Barry Sheene, Jack Findlay, John Dodds, Dieter Braun, Bruno Kneubühler, Kent Andersson, Walter Villa, Michel Rougerie, Otello Buscherini, Ángel Nieto, Gianfranco Bonera, Phil Read, solo por citar algunos) firmaron un comunicado en el cual anunciaban la intención de no correr. La intransigencia de los organizadores llevó al boicot, el primero desde el Gran Premio de los Países Bajos de 1955. El Gran Premio fue disputado casi exclusivamente por pilotos alemanes de segundo nivel. Tan solo los pilotos de sidecar no boicotearon la prueba.
Los 30.000 espectadores que acudieron a Nürburgring, silbaron a los corredores (en algunas carreras tan solo cinco participantes) y causaron disturbios al asaltar los edificios de la organización e invadir la pista.

## Resultados 500cc
| Pos.    | Piloto             | Equipo          | Tiempo       | Pts. |
| ------- | ------------------ | --------------- | ------------ | ---- |
| 1       | Edmund Czihak      | Yamaha          | 1h 12' 19" 9 | 15   |
| 2       | Helmut Kassner     | Yamaha          | + 1' 58" 6   | 12   |
| 3       | Walter Kaletsch    | Yamaha          | + 2' 16" 8   | 10   |
| 4       | Udo Kochanski      | König           | + 6' 56" 1   | 8    |
| Ret     | Kurt-Harald Florin | Yamaha          | Ret          |      |
| Ret     | Frank Fellmann     | König           | Ret          |      |
| Ret     | Georg Pohlmann     | Yamaha          | Ret          |      |
| DNS     | Giacomo Agostini   | Yamaha          | DNS          |      |
| DNS     | Karl Auer          | Yamaha          | DNS          |      |
| DNS     | Geoff Barry        | Matchless       | DNS          |      |
| DNS     | Gianfranco Bonera  | MV Agusta       | DNS          |      |
| DNS     | Jean-Paul Boinet   | Yamaha          | DNS          |      |
| DNS     | Dieter Braun       | Yamaha          | DNS          |      |
| DNS     | Phil Carpenter     | Yamaha          | DNS          |      |
| DNS     | Paul Cott          | Yamaha          | DNS          |      |
| DNS     | Philippe Coulon    | Yamaha          | DNS          |      |
| DNS     | Paul Eickelberg    | König           | DNS          |      |
| DNS     | Jack Findlay       | Suzuki          | DNS          |      |
| DNS     | Roberto Gallina    | Yamaha          | DNS          |      |
| DNS     | Alex George        | Yamaha          | DNS          |      |
| DNS     | Philippe Gérard    | Yamaha          | DNS          |      |
| DNS     | Werner Giger       | Yamaha          | DNS          |      |
| DNS     | Bill Henderson     | Yamaha          | DNS          |      |
| DNS     | Tom Herron         | Yamaha          | DNS          |      |
| DNS     | Ramon Jimenez      | Yamaha          | DNS          |      |
| DNS     | Pentti Korhonen    | Yamaha          | DNS          |      |
| DNS     | Teuvo Länsivuori   | Yamaha          | DNS          |      |
| DNS     | Christian Léon     | Kawasaki        | DNS          |      |
| DNS     | Chas Mortimer      | Yamaha          | DNS          |      |
| DNS     | Billie Nelson      | Yamaha          | DNS          |      |
| DNS     | Víctor Palomo      | Yamaha          | DNS          |      |
| DNS     | Patrick Pons       | Yamaha          | DNS          |      |
| DNS     | Phil Read          | MV Agusta       | DNS          |      |
| DNS     | Michel Rougerie    | Harley-Davidson | DNS          |      |
| DNS     | Tony Rutter        | Yamaha          | DNS          |      |
| DNS     | Barry Sheene       | Suzuki          | DNS          |      |
| DNS     | John Williams      | Yamaha          | DNS          |      |
| Fuente: |                    |                 |              |      |

## Resultados 350cc
| Pos. | Piloto                  | Moto            | Tiempo       | Pts. |
| ---- | ----------------------- | --------------- | ------------ | ---- |
| 1    | Helmut Kassner          | Yamaha          | 1h 09' 25" 6 | 15   |
| 2    | Wolfgang Stephan        | Yamaha          | + 42" 2      | 12   |
| 3    | Franz Weidacher         | Yamaha          | + 1' 26" 3   | 10   |
| 4    | Walter Kaletsch         | Yamaha          | + 2' 39" 6   | 8    |
| 5    | Alfred Heck             | Yamaha          |              | 6    |
| 6    | Winfried Fries          | Yamaha          |              | 5    |
| 7    | Udo Kochanski           | Yamaha          |              | 4    |
| 8    | Wolfgang Rubel          | Yamaha          |              | 3    |
| 9    | Hans-Joachim Dittberner | Yamaha          |              | 2    |
| DNS  | Giacomo Agostini        | Yamaha          | DNS          |      |
| DNS  | Karl Auer               | Yamaha          | DNS          |      |
| DNS  | Christian Bourgeois     | Yamaha          | DNS          |      |
| DNS  | Dieter Braun            | Yamaha          | DNS          |      |
| DNS  | Edu Celso-Santos        | Yamaha          | DNS          |      |
| DNS  | Olivier Chevallier      | Yamaha          | DNS          |      |
| DNS  | Noel Clegg              | Yamaha          | DNS          |      |
| DNS  | Paul Cott               | Yamaha          | DNS          |      |
| DNS  | Gérard Debrock          | Yamaha          | DNS          |      |
| DNS  | John Dodds              | Yamaha          | DNS          |      |
| DNS  | Giuseppe Elementi       | Bimota-Yamaha   | DNS          |      |
| DNS  | Alex George             | Yamaha          | DNS          |      |
| DNS  | Werner Giger            | Yamaha          | DNS          |      |
| DNS  | Ulrich Graf             | Yamaha          | DNS          |      |
| DNS  | Mick Grant              | Yamaha          | DNS          |      |
| DNS  | Billie Henderson        | Yamaha          | DNS          |      |
| DNS  | Tom Herron              | Yamaha          | DNS          |      |
| DNS  | Ramon Jimenez           | Yamaha          | DNS          |      |
| DNS  | Bruno Kneubühler        | Yamaha          | DNS          |      |
| DNS  | Pentti Korhonen         | Yamaha          | DNS          |      |
| DNS  | Teuvo Länsivuori        | Yamaha          | DNS          |      |
| DNS  | Mario Lega              | Yamaha          | DNS          |      |
| DNS  | Chas Mortimer           | Yamaha          | DNS          |      |
| DNS  | Hans Mühlebach          | Yamaha          | DNS          |      |
| DNS  | Billie Nelson           | Yamaha          | DNS          |      |
| DNS  | John Newbold            | Yamaha          | DNS          |      |
| DNS  | Roger Nicholls          | Yamaha          | DNS          |      |
| DNS  | Víctor Palomo           | Yamaha          | DNS          |      |
| DNS  | Patrick Pons            | Yamaha          | DNS          |      |
| DNS  | Giovanni Proni          | Yamaha          | DNS          |      |
| DNS  | Michel Rougerie         | Harley-Davidson | DNS          |      |
| DNS  | Tony Rutter             | Yamaha          | DNS          |      |
| DNS  | Kjell Solberg           | Yamaha          | DNS          |      |
| DNS  | Armando Toracca         | Bimota-Yamaha   | DNS          |      |
| DNS  | Walter Villa            | Harley-Davidson | DNS          |      |
| DNS  | Tapio Virtanen          | Yamaha          | DNS          |      |
| DNS  | John Williams           | Yamaha          | DNS          |      |
| DNS  | Nico van der Zanden     | Yamaha          | DNS          |      |

## Resultados 250cc
| Pos. | Piloto                 | Moto            | Tiempo       | Pts. |
| ---- | ---------------------- | --------------- | ------------ | ---- |
| 1    | Helmut Kassner         | Yamaha          | 1h 01' 16" 8 | 15   |
| 2    | Horst Lahfeld          | Yamaha          | + 49" 9      | 12   |
| 3    | Harry Hoffmann         | Yamaha          | + 2' 32" 7   | 10   |
| 4    | Fritz Reitmaier        | Yamaha          |              | 8    |
| 5    | János Reisz            | Yamaha          | + 3' 25" 4   | 6    |
| 6    | Alfred Heck            | Yamaha          | + 3' 57" 6   | 5    |
| 7    | Reinhard Scholtis      | Yamaha          |              | 4    |
| 8    | Heinz Kittler          | Yamaha          |              | 3    |
| 9    | German Förderer        | Yamaha          |              |      |
| DNS  | Kent Andersson         | Yamaha          | DNS          |      |
| DNS  | Jean-Paul Boinet       | Yamaha          | DNS          |      |
| DNS  | Dieter Braun           | Yamaha          | DNS          |      |
| DNS  | Adrie van den Broeke   | Yamaha          | DNS          |      |
| DNS  | Olivier Chevallier     | Yamaha          | DNS          |      |
| DNS  | John Dodds             | Yamaha          | DNS          |      |
| DNS  | Alex George            | Yamaha          | DNS          |      |
| DNS  | Mick Grant             | Yamaha          | DNS          |      |
| DNS  | Jean-Louis Guignabodet | Yamaha          | DNS          |      |
| DNS  | Leif Gustafsson        | Yamaha          | DNS          |      |
| DNS  | Tom Herron             | Yamaha          | DNS          |      |
| DNS  | Takazumi Katayama      | Yamaha          | DNS          |      |
| DNS  | Bruno Kneubühler       | Yamaha          | DNS          |      |
| DNS  | Pentti Korhonen        | Yamaha          | DNS          |      |
| DNS  | Gerry Mateer           | Yamaha          | DNS          |      |
| DNS  | Rolf Minhoff           | Maico           | DNS          |      |
| DNS  | Chas Mortimer          | Yamaha          | DNS          |      |
| DNS  | Hans Mühlebach         | Yamaha          | DNS          |      |
| DNS  | Víctor Palomo          | Yamaha          | DNS          |      |
| DNS  | Paolo Pileri           | Yamaha          | DNS          |      |
| DNS  | Patrick Pons           | Yamaha          | DNS          |      |
| DNS  | Giovanni Proni         | Yamaha          | DNS          |      |
| DNS  | Barry Randle           | Yamaha          | DNS          |      |
| DNS  | Ian Richards           | Yamaha          | DNS          |      |
| DNS  | Michel Rougerie        | Harley-Davidson | DNS          |      |
| DNS  | Tony Rutter            | Yamaha          | DNS          |      |
| DNS  | Matti Salonen          | Yamaha          | DNS          |      |
| DNS  | Kjell Solberg          | Yamaha          | DNS          |      |
| DNS  | Thierry Tchernine      | Yamaha          | DNS          |      |
| DNS  | Armando Toracca        | Yamaha          | DNS          |      |
| DNS  | Walter Villa           | Harley-Davidson | DNS          |      |
| DNS  | Tapio Virtanen         | Yamaha          | DNS          |      |
| DNS  | Brian Warburton        | Yamaha          | DNS          |      |
| DNS  | Charlie Williams       | Yamaha          | DNS          |      |
| DNS  | John Williams          | Yamaha          | DNS          |      |

## Resultados 125cc
| Pos. | Piloto                  | Moto            | Tiempo     | Pts. |
| ---- | ----------------------- | --------------- | ---------- | ---- |
| 1    | Fritz Reitmaier         | Maico           | 56' 06" 2  | 15   |
| 2    | Wolfgang Rubel          | Maico           | + 45" 2    | 12   |
| 3    | Hans-Joachim Dittberner | Maico           | + 1' 27" 3 | 10   |
| 4    | Rudolf Weiss            | Maico           | + 2' 12" 3 | 8    |
| 5    | Géza Repitz             | MZ              |            | 6    |
| 6    | Peter Rüttjeroth        | Maico           |            | 5    |
| 7    | Arnulf Teuchert         | Maico           |            | 4    |
| 8    | Karel Gaber             | Maico           |            | 3    |
| 9    | Jaka Kopitar            | Maico           |            | 2    |
| DNS  | Kent Andersson          | Yamaha          | DNS        |      |
| DNS  | Harald Bartol           | Suzuki          | DNS        |      |
| DNS  | Gert Bender             | Bender          | DNS        |      |
| DNS  | Ingemar Bengtsson       | Delta           | DNS        |      |
| DNS  | Pier Paolo Bianchi      | Minarelli       | DNS        |      |
| DNS  | Otello Buscherini       | Malanca         | DNS        |      |
| DNS  | Etienne Delamarre       | Yamaha          | DNS        |      |
| DNS  | Peter Frohnmeyer        | Maico           | DNS        |      |
| DNS  | Lorenzo Ghiselli        | Harley-Davidson | DNS        |      |
| DNS  | Benjamín Grau           | Derbi           | DNS        |      |
| DNS  | Jean-Louis Guignabodet  | Yamaha          | DNS        |      |
| DNS  | Leif Gustafsson         | Yamaha          | DNS        |      |
| DNS  | Hans Hallberg           | Yamaha          | DNS        |      |
| DNS  | Hans-Jürgen Hummel      | Yamaha          | DNS        |      |
| DNS  | Henk van Kessel         | Bridgestone     | DNS        |      |
| DNS  | Matti Kinnunen          | Yamaha          | DNS        |      |
| DNS  | Bruno Kneubühler        | Yamaha          | DNS        |      |
| DNS  | José Lazo               | MZ              | DNS        |      |
| DNS  | Eugenio Lazzarini       | Piovaticci      | DNS        |      |
| DNS  | Jürgen Lenk             | MZ              | DNS        |      |
| DNS  | Lennart Lundgren        | Maico           | DNS        |      |
| DNS  | Maurice Maingret        | Yamaha          | DNS        |      |
| DNS  | Rolf Minhoff            | Maico           | DNS        |      |
| DNS  | Ángel Nieto             | Derbi           | DNS        |      |
| DNS  | Roland Olsson           | Yamaha          | DNS        |      |
| DNS  | Aldo Pero               | Caremi          | DNS        |      |
| DNS  | Paolo Pileri            | Morbidelli      | DNS        |      |
| DNS  | Gianni Ribuffo          | DRS             | DNS        |      |
| DNS  | Luciano Richetti        | Italjet         | DNS        |      |
| DNS  | Matti Salonen           | Yamaha          | DNS        |      |
| DNS  | Pentti Salonen          | Yamaha          | DNS        |      |
| DNS  | Horst Seel              | Maico           | DNS        |      |
| DNS  | Thierry Tchernine       | Yamaha          | DNS        |      |
| DNS  | Germano Zanetti         | DRS             | DNS        |      |
| DNS  | Johann Zemsauer         | Rotax           | DNS        |      |

## Resultados 50cc
| Pos. | Piloto                    | Moto              | Tiempo     | Pts. |
| ---- | ------------------------- | ----------------- | ---------- | ---- |
| 1    | Ingo Emmerich             | Kreidler          | 37' 31" 2  | 15   |
| 2    | Arnulf Teuchert           | Kreidler          | + 39" 6    | 12   |
| 3    | Wolfgang Golembeck        | Kreidler          | + 2' 40" 4 | 10   |
| 4    | Peter Rüttjeroth          | Kreidler          | + 7' 06" 1 | 8    |
| 5    | Winfried Fries            | Kreidler          |            | 6    |
| DNS  | Harald Bartol             | Kreidler          | DNS        |      |
| DNS  | Rolf Blatter              | Kreidler          | DNS        |      |
| DNS  | Jan Bruins                | Jamathi           | DNS        |      |
| DNS  | Otello Buscherini         | Malanca           | DNS        |      |
| DNS  | Cees van Dongen           | Kreidler          | DNS        |      |
| DNS  | Stefan Dörflinger         | Kreidler          | DNS        |      |
| DNS  | Wolfgang Gedlich          | Kreidler          | DNS        |      |
| DNS  | Ulrich Graf               | Kreidler          | DNS        |      |
| DNS  | Carlo Guerrini            | Ringhini          | DNS        |      |
| DNS  | Jan Huberts               | Kreidler          | DNS        |      |
| DNS  | Hans-Jürgen Hummel        | Kreidler          | DNS        |      |
| DNS  | Henk van Kessel           | Van Veen-Kreidler | DNS        |      |
| DNS  | Rudolf Kunz               | Kreidler          | DNS        |      |
| DNS  | Robert Lavér              | Kreidler          | DNS        |      |
| DNS  | Luis Armando López Mateos | Derbi             | DNS        |      |
| DNS  | Claudio Lusuardi          | Villa             | DNS        |      |
| DNS  | Norbert Peschke           | Kreidler          | DNS        |      |
| DNS  | Nico Polane               | Roton             | DNS        |      |
| DNS  | Herbert Rittberger        | Kreidler          | DNS        |      |
| DNS  | Leif Rosell               | Jamathi           | DNS        |      |
| DNS  | Günter Schirnhofer        | Kreidler          | DNS        |      |
| DNS  | Gerhard Thurow            | Kreidler          | DNS        |      |
| DNS  | Theo Timmer               | Jamathi           | DNS        |      |
| DNS  | Wilhelm Werner            | Kreidler          | DNS        |      |
| DNS  | Julien van Zeebroeck      | Van Veen-Kreidler | DNS        |      |